# Диогенезия
Диогене́зия (лат. Diogenesia) — род растений семейства Вересковые.
Род назван в честь Диогена Синопского или Диогена Лаэртского.

## Ареал
Виды рода Диогенезия встречаются в Южной Америке в Колумбии.

## Виды
По информации базы данных The Plant List, род включает 13 видов:
- Diogenesia alstoniana Sleumer
- Diogenesia amplectens (Sleumer) Sleumer — Диогенезия сомнительная
- Diogenesia andina (A.C.Sm.) Sleumer
- Diogenesia boliviana (Britton) Sleumer — Диогенезия боливийская
- Diogenesia caudata (Sleumer) Sleumer
- Diogenesia floribunda (A.C.Sm.) Sleumer
- Diogenesia gracilipes (A.C.Sm.) Sleumer
- Diogenesia laxa (A.C.Sm.) Sleumer — Диогенезия рыхлая
- Diogenesia octandra Sleumer typus[1] — Диогенезия восьмитычинковая
- Diogenesia oligantha (A.C.Sm.) Sleumer — Диогенезия малоцветковая
- Diogenesia racemosa (Herzog) Sleumer — Диогенезия кистевидная
- Diogenesia tetrandra (A.C.Sm.) Sleumer — Диогенезия четырёхтычинковая
- Diogenesia vargasiana Sleumer